# Łódzki Pułk Obrony Terytorialnej
Łódzki Pułk Obrony Terytorialnej im. Czesława Szymańskiego – oddział obrony terytorialnej ludowego Wojska Polskiego.
Łódzki Pułk Obrony Terytorialnej został sformowany na podstawie rozkazu Ministra Obrony Narodowej Nr 010/OTK z dnia 6 maja 1963 roku i zarządzenia Szefa Sztabu Generalnego WP Nr 069/Org. z dnia 6 maja 1963 roku.
Jednostka została zorganizowana w terminie do dnia 30 maja 1963 roku, poza normami wojska, w garnizonie Łódź, według etatu pułku OT kategorii „C”. W następnym roku oddział został dyslokowany do Wiśniowej Góry koło Łodzi.
Minister Obrony Narodowej rozkazem Nr 9/MON z dnia 16 marca 1965 roku nadał pułkowi imię Czesława Szymańskiego.
Na podstawie zarządzenia szefa Sztabu Generalnego WP Nr 03/Org. z dnia 24 stycznia 1980 roku pułk został rozformowany.

## Struktura organizacyjna pułku
- dowództwo i sztab[3]
- 4-6 kompanii piechoty a. 3 plutony piechoty i pluton ckm
- kompania specjalna a. pluton saperów, pluton łączności i pluton chemiczny
- pluton zaopatrzenia